# Labanc

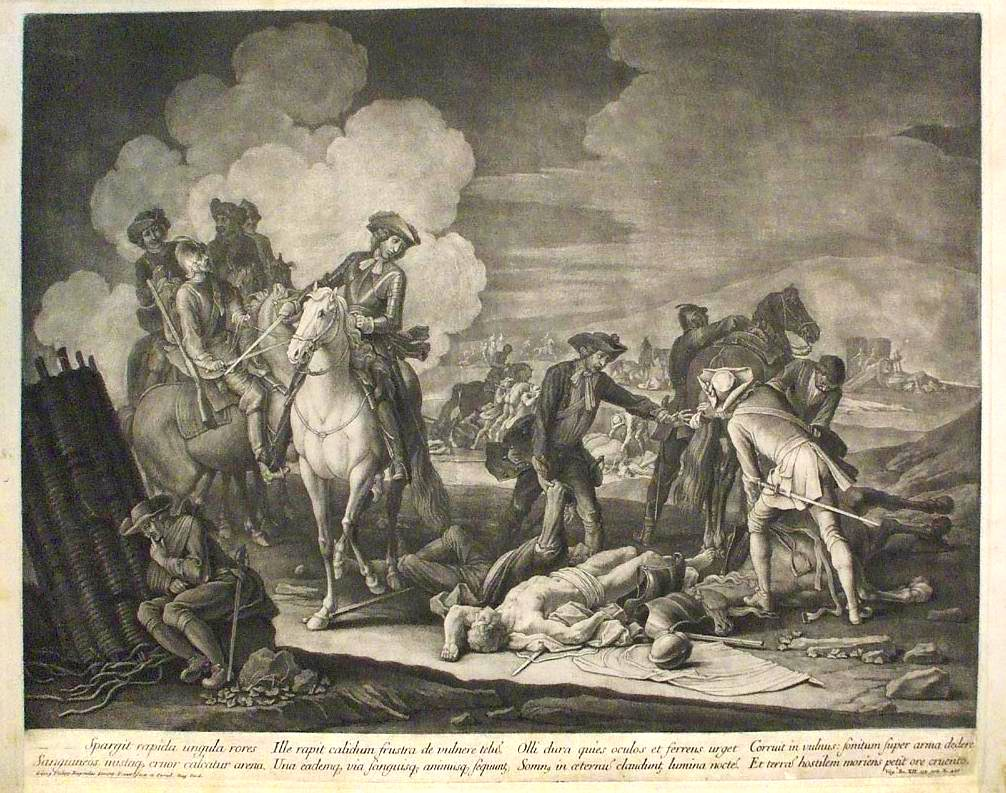
Genets imperials després de la batalla

Els labanc (hongarès: labancok, eslovac: labanci) foren els partidaris dels Habsburg i de la Cort de Viena durant les revoltes que tingueren lloc a l'Hongria Reial en els segles xvi i xvii. Els seus enemics foren els rebels kuruc.